# 's-Gravelandsepolder (Schiedam)
De  's-Gravelandsepolder is een voormalige polder en een van de naamgevers van de voormalige gemeente Nieuwland, Kortland, en 's-Graveland. Aanvankelijk was het gebied in gebruik voor landbouw maar sinds de jaren zestig is het in fases in gebruik genomen voor industrie en bedrijvigheid. Het is nu een bedrijventerrein in Schiedam. Hij maakt deel uit van de wijk Kethel. De 's-Gravelandsepolder wordt begrensd door de Schiedamse Schie in het oosten, de A20 in het zuiden, de spoorlijn
Schiedam-Delft in het westen en de Polderweg in het noorden.
In de 's-Gravelandsepolder zijn ongeveer 200 bedrijven gevestigd, met name in de branches groothandel, automotive en zakelijke dienstverlening. Het gebied ten zuiden van de De Brauwweg is voor 1960 tot ontwikkeling gebracht, de rest van de 's-Gravelandsepolder is ontwikkeld na de opening van de A20 in 1969.
De 's-Gravelandsepolder en de aangrenzende Spaanse Polder zijn in 2006 gerevitaliseerd.
Bij een herziening van de Schiedamse wijkindeling in december 2010 is de 's-Gravelandsepolder veranderd van een eigen wijk in een buurt van de wijk Kethel.
Stad: Schiedam    Buurtschappen: Kerkbuurt · Windas

Wijken: Bijdorp · 's-Gravelandsepolder · Groenoord · Kethel · Nieuw-Mathenesse · Nieuwland · Schiedam-Oost · Schiedam-West · Schiedam-Zuid · Spaanse Polder · Spaland · Stadscentrum · Woudhoek

Zuid-Holland: Steden en dorpen    Nederland: Provincies · Gemeenten